# Duchal House
Duchal House ist ein Herrenhaus nahe der schottischen Stadt Kilmacolm in Inverclyde. 1971 wurde das Bauwerk in die schottischen Denkmallisten in der höchsten Kategorie A aufgenommen.

## Geschichte

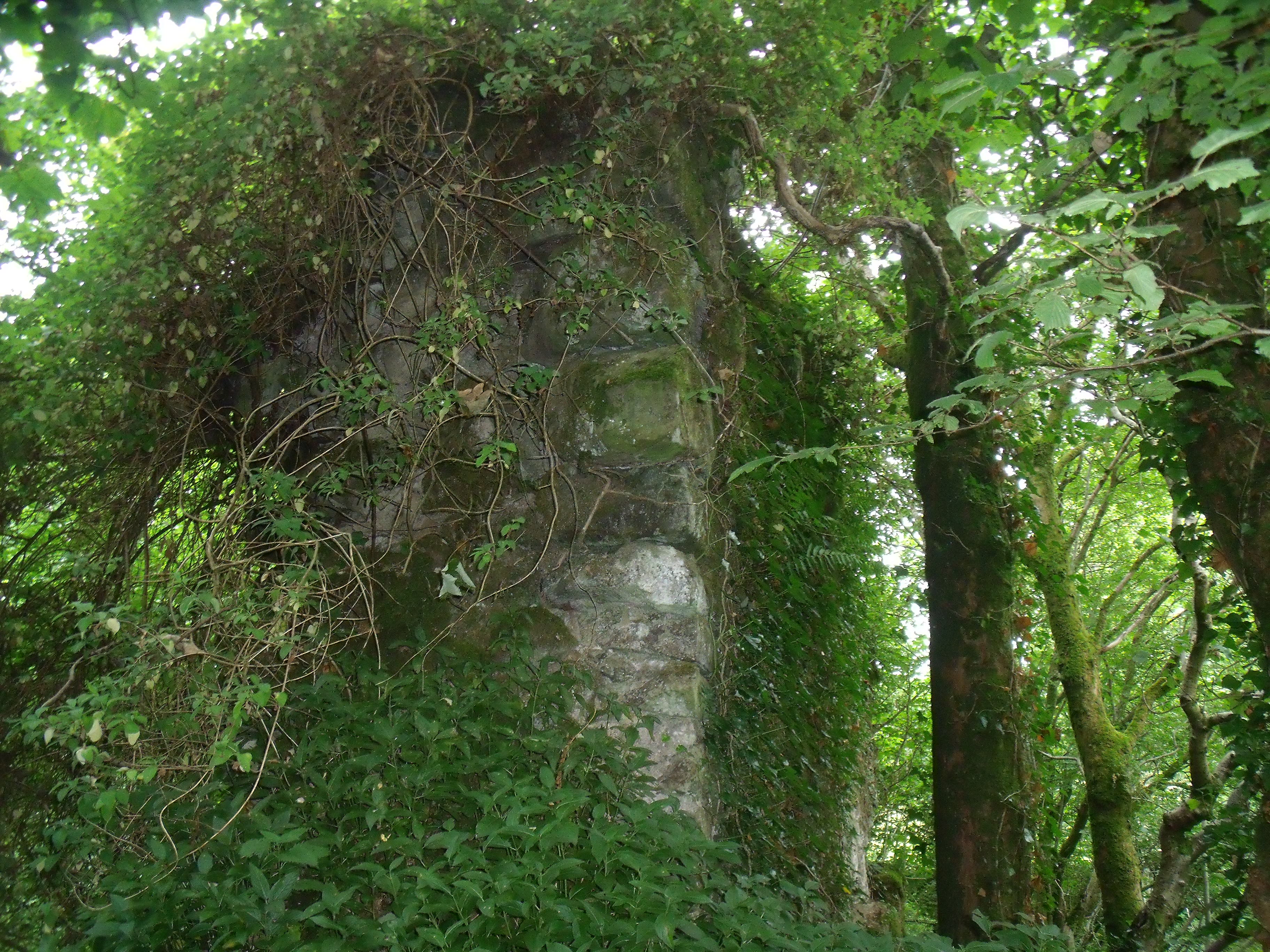
Ruinen von Duchal Castle

Bereits seit dem 12. Jahrhundert waren die Ländereien von Duchal Standort herrschaftlicher Bauwerke. Wenige hundert Meter nordöstlich von Duchal House hebt sich ein 24 m durchmessender, künstlicher Hügel ab, der einst Standort einer Motte war. Von der hölzernen Burg sind heute nur noch Überreste zu finden. Das Bauwerk im anglo-normannischen Stil stammt aus dem 12. oder 13. Jahrhundert und ist seit 2011 als Scheduled Monument klassifiziert. Rund zwei Kilometer westlich des Herrenhauses entstand im 13. Jahrhundert eine stark befestigte, steinerne Burg namens Duchal Castle. Von dieser sind heute nur noch Fragmente erhalten, die ebenfalls als Scheduled Monument geschützt sind. Im Jahre 1710 entstand ein Haus am Standort von Duchal House. Im Rahmen der Bauarbeiten zu Duchal House im Jahre 1768 wurden wahrscheinlich Fragmente dieses Gebäudes in das neue Herrenhaus integriert. Bauherr war Boyd Porterfield of that ilk.
2006 wurden die Außenanlagen in das Inventory of Gardens and Designed Landscapes in Scotland aufgenommen.

## Beschreibung
Duchal House liegt isoliert rund 1,5 Kilometer südlich von Kilmacolm inmitten eines weitläufigen Grundstücks. Es ist im Renaissancestil erbaut. Das zweistöckige Herrenhaus besitzt ein vollwertiges Untergeschoss. Die ostexponierte Vorderseite ist symmetrisch aufgebaut. Dorische Blendpfeiler flankieren den Eingangsbereich, den ein Dreiecksgiebel krönt. Die Gebäudekanten sind mit Ecksteinen abgesetzt. Rückwärtig geht ein Flügel rechtwinklig ab, der wahrscheinlich teilweise noch aus dem 1710 errichteten Haus stammt.